# 宁波市第十五中学
宁波市第十五中学是浙江省宁波市的一所纯初级中学，于1956年创办，时名宁波市第五初级中学。在创办后的50年内，它先后经历过普通高中、职业中学、初级中学的体制变革，1971年改为现名。现任校长为吴巧玲。

## 实验校区
实验校区位于蓝天路。实验校区于2006年7月建成，同年9月1日正式投入使用。由于兴建较晚，该校区的硬件设施比本部较为先进。

## 链接
- 宁波市第十五中学网站